# Évora
Évora er en by i det centrale Portugal med et indbyggertal på 53.577 (2021). Byen ligger i regionen Alentejo og er på grund at sin velbevarede bymidte et officielt UNESCO Verdensarvområde.